# Willisau (thị xã)
Huyện Willisau (tiếng Pháp: District du Willisau, tiếng Đức: Bezirk Willisau) là một huyện hành chính của Thụy Sĩ. Huyện này thuộc bang Bang Lucerne. Huyện Willisau có diện tích 337 km², dân số theo thống kê của cục thống kê Thụy Sĩ năm 1999 là 46753 người. Trung tâm của huyện đóng ở Willisau. Mã của huyện là 305.